# Lipsynced with Satan
Lipsynced with Satan är en EP av det norska black metal-bandet Tremor. Den gavs ut i augusti 2008 av INRI Unlimited. Skivan innehåller två coverlåtar, Von av amerikanska Von i original och Satan My Master av svenska Bathory i original. Övriga låtar är skrivna av sångaren, Ole Alexander Myrholt, som även hanterar trummor och gitarr. Medverkar gör också Hans-Aage Holmen på bas. 
Omslaget och albumdesignen är gjord av Christian Myrholt Krogtoft.

## Låtlista
1. Lipsynced with Satan
2. Helvete
3. Von (av Von i original)
4. Satan My Master (av Bathory i original)
5. I Vampiri di Praga

## Banduppsättning
- Ole Alexander Myrholt - sång, gitarr, trummor (även i Enslavement of Beauty, Archon, Armageddon Bound, Diabolical Breed och Gaia Epicus)
- Hans-Aage Holmen - bas (även i Gaia Epicus och tidigare i Enslavement of Beauty)

## Övriga medverkande
- Christian Myrholt Krogtoft - albumdesign